# Carolands
Carolands Chateau es una mansión en el pueblo de Hillsborough, situado en el estado de California (Estados Unidos). Tiene 4278 m², 4,5 pisos, 98 habitaciones en 2,4 ha Es un ejemplo del diseño neo Renacentista y Beaux Arts de Estados Unidos y es un Monumento Histórico de California y está incluido en el Registro Nacional de Lugares Históricos. Carolands fue una de las últimas casas construidas durante la Edad Dorada, un período de gran construcción de mansiones que incluía casas famosas de la familia Vanderbilt, como Marble House, Biltmore Estate y The Breakers, y casas señoriales de California como Filoli y las mansiones de la familia Huntington.

## Historia

### Harriett Pullman Carolan
La mujer que construyó Carolands, Harriett Pullman Carolan (1869-1956), era hija de George Pullman, un industrial del siglo XIX, uno de los hombres más ricos de Chicago y fundador de Pullman Company, famosa por sus vagones Palace. En Chicago en 1892, Harriett Pullman se casó con Francis Carolan de San Francisco y se mudó con él a California. En 1912, adquirió 224 ha de tierra en Hillsborough, en la que tenía la intención de construir una casa y un jardín que excitaría "la maravilla y la admiración de América" y reflejaría sus muchos intereses refinados y cultivados. El resultado fue una obra maestra de la arquitectura Beaux-Arts, inspirada en la arquitectura de la corte de Luis XIV. Carolan eligió el sitio, el más alto del vecindario, por sus impresionantes vistas de la Bahía de San Francisco y las colinas circundantes.

### Arquitectos
Harriett Carolan encargó los planos del castillo al arquitecto parisino Ernest Sanson, en ese momento el diseñador más importante de Francia de prestigiosas casas privadas. Sanson era un clasicista y su diseño para el exterior del castillo se inspiró en los diseños del siglo XVII de François Mansart. Tenía setenta y seis años, estaba cerca del final de una carrera larga y distinguida, y nunca visitó el sitio de California. Carolan contrató a Willis Polk, un distinguido arquitecto por derecho propio, con sede en San Francisco, para que fuera el diseñador estructural y gerente de construcción, y le indicó que ejecutara fielmente los diseños de Sanson.
El arquitecto paisajista más importante de Francia, Achille Duchêne, diseñó los jardines de Carolands. El trabajo de Duchêne se inspiró en las obras del gran paisajista del siglo XVII André Le Nôtre, cuyas creaciones más famosas incluyeron los jardines del Palacio de Versalles, Vaux-le-Vicomte y el Jardín de las Tullerías. En su diseño original y ambicioso para Carolands, Duchêne planeó millas de caminos que atravesaban extensos terrenos, ajardinados con miles de arbustos y árboles, acentuados por fuentes y estatuas, pero solo se construyó una pequeña parte del esquema.

### Construcción
Poco después de que Harriett Carolan asegurara la tierra en 1912, Duchêne llegó a San Francisco para diseñar los grandes jardines de parterres. A fines de 1913, Ernest Sanson comenzó a diseñar la casa. Sus planes incluían un foso seco alrededor de dos lados de la casa, discretamente ubicado para proporcionar luz y aire, y acceso a los espacios de servicio en el sótano, sin bloquear las vistas a los jardines desde las habitaciones principales en el piso principal. En su diseño, Sanson incorporó tres habitaciones del siglo XVIII que Carolan había comprado en París con el consejo del famoso anticuario Boni de Castellane.
En 1914, Willis Polk comenzó a nivelar las grandes terrazas proyectadas por Duchêne, enviando fotografías del progreso a los arquitectos y propietarios. Polk comenzó a construir la superestructura de hormigón armado que había diseñado, creando las paredes de relleno con ladrillo, terminándolas con estuco de hormigón, lijado y ranurado para que parecieran piedra caliza natural.

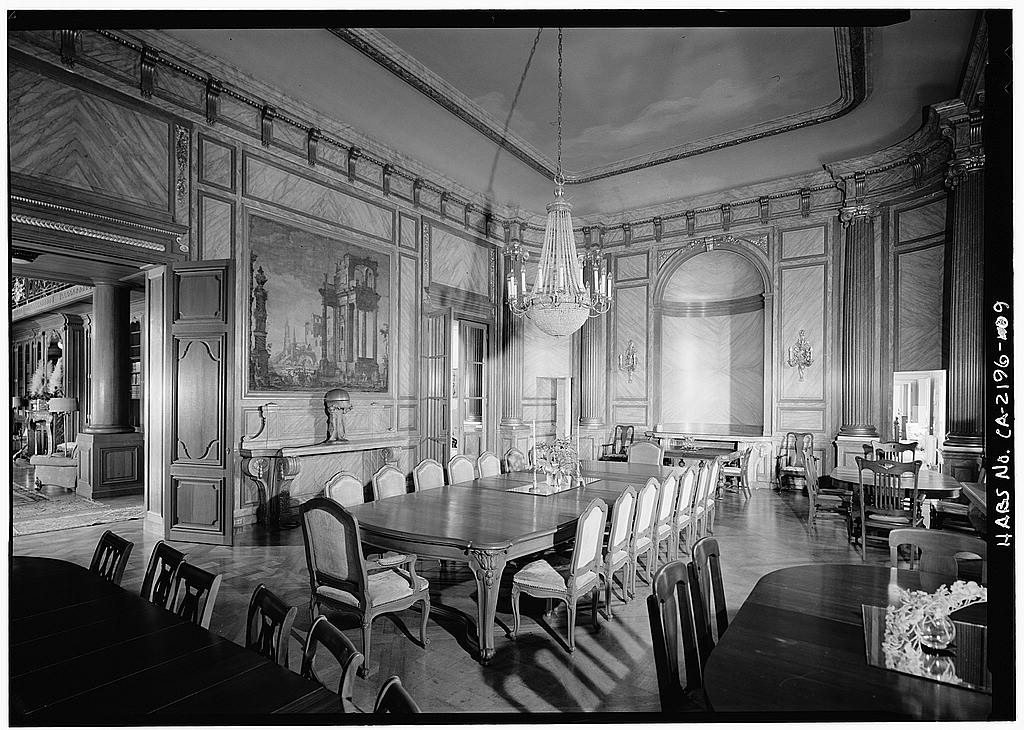
La sala de desayuno, fotografiada por Jack E. Boucher para HABS en agosto de 1974.

A mediados de 1916, los elaborados elementos interiores comenzaron a llegar al sitio. La casa terminada tenía noventa y ocho habitaciones, incluidos nueve dormitorios y baños para los propietarios y sus invitados, cada uno con una antecámara para garantizar la tranquilidad y la privacidad. Los espacios de servicio eran igualmente elaborados: una cocina con paredes y techo de baldosas de vidrio blanco; un ascensor de servicio que conecta todos los pisos; y una despensa de mayordomo y un entrepiso con paredes de baldosas de Delft. En el otoño de 1916, Harriett y Frank Carolan se mudaron con su personal doméstico.

### Primer declive
Harriett Carolan no usó su casa por mucho tiempo: se separó de Frank Carolan en 1917 y cerró el castillo al año siguiente. Después de la separación, se mudó a la ciudad de Nueva York, mientras que Frank permaneció en California, donde murió en 1923. Dos años más tarde, Harriett se casó con el coronel Arthur Schermerhorn, y como la pareja solo ocasionalmente ocupaba Carolands, en 1928 Harriett quitó sus muebles y puso la propiedad a la venta.
El gobierno de los Estados Unidos consideró comprar Carolands para usarlo como Casa Blanca Occidental en 1939, y nuevamente durante la administración Kennedy, pero en ambas ocasiones se negó a comprar.
En 1945, Tomlinson Moseley compró la casa y sus alrededores 2,2 km² de los Schermerhorns y comenzó a subdividir la tierra y construir casas adicionales. En 1947, Life Magazine publicó un artículo sobre un evento de caridad celebrado en la casa, la primera oportunidad para que los residentes del área de San Francisco vieran su interior. Según el artículo, la casa había estado abandonada durante veinticinco años, por lo que la plomería para el evento tuvo que ser proporcionada por una manguera de incendios, y la iluminación requirió el uso de generadores portátiles y focos.

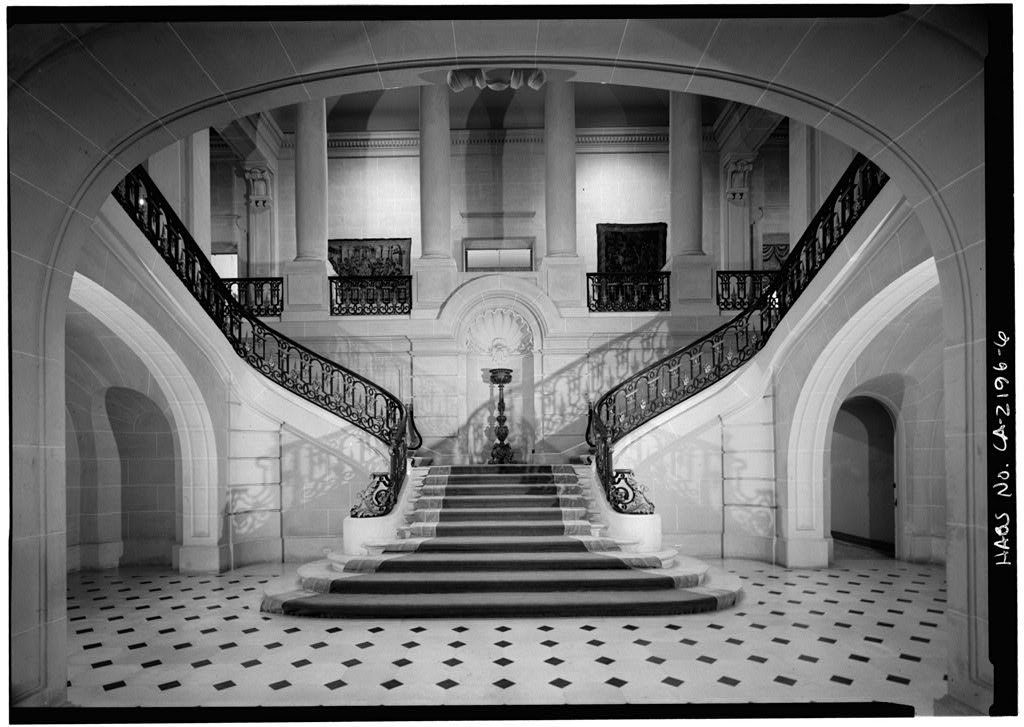
Gran escalera (desde el primer nivel), por Boucher para HABS en agosto de 1974.

En 1948, Moseley vendió la propiedad, para entonces reducida a 10 ha, a la señora S. Coe Robinson. Para 1950, había dividido gran parte del terreno restante en parcelas más pequeñas y comenzó a contemplar la posibilidad de demoler la casa. 

### Condesa Lillian Remillard Dandini
La condesa Lillian Remillard Dandini compró Carolands Chateau en 1950, salvándolo de la demolición por especuladores interesados en desarrollar la tierra y desinteresados en el significado arquitectónico de la casa. Antes de casarse en 1932 con el conde Alessandro Dandini di Cesena, nacido en México, Lillian Remillard era heredera de la fortuna de Remillard Brothers, que se derivaba de un negocio de fabricación de ladrillos que se remontaba a la fiebre del oro de California, un negocio que se benefició enormemente del auge de la construcción tras el terremoto de 1906. Durante los veintitrés años (hasta su muerte) que vivió en Carolands, la condesa recibió a menudo y puso la casa a disposición para numerosos eventos de caridad. Con frecuencia invitaba a la casa a la comunidad francesa de San Francisco y la abría anualmente a los estudiantes franceses del área de la Bahía de San Francisco. Su generosidad al compartir la casa inspiró a la ciudad de Burlingame a otorgarle el premio "Mujer del año" de la ciudad.
En sus últimos años, la condesa Dandini careció de los fondos necesarios para mantener la casa y, tras su muerte en 1973, volvió a estar en peligro de demolición. La condesa legó la casa y los restantes 236 00 m² a la ciudad de Hillsborough para ser utilizado como centro musical, artístico y literario francés e italiano, pero no pudo incluir una donación. La ciudad de Hillsborough rechazó la donación, dictaminando que el uso propuesto era incompatible con los estatutos de la ciudad y señaló que no podía permitirse pagar el costo de mantenimiento de la propiedad.

### Años de decadencia
En 1975, la casa fue agregada a la lista de Monumentos Históricos de California (CHL # 886), y al Registro Nacional de Lugares Históricos (NRHP # 75000478). Sin embargo, Carolands sufrió frecuentes cambios de propiedad después de la muerte de la condesa Dandini.
En 1976, el Dr. Selwyn McCabe ganó la casa en una subasta de sucesiones, pero se negó a comprar, pasando al siguiente postor, Rose 'Roz' Franks. En 1979, Franks perdió la casa a manos de George I. Benny, quien a su vez la perdió por ejecución hipotecaria en 1982, tras ser condenado por conspirar para defraudar a prestamistas institucionales. En ese momento, cineastas para adultos obtuvieron acceso al sitio donde produjeron la película de 1982 All American Girls.
Durante estos años, Carolands a menudo estaba vacía, y los estudiantes de secundaria locales curiosos entraban a menudo a la casa. En 1985, David Allen Raley, el guardia de seguridad, atrajo a dos estudiantes de secundaria de 16 y 17 años a la propiedad donde las encerró en el sótano, las violó y las apuñaló, metiéndolas más tarde en el maletero de su automóvil y dejándolas por muertas en un barranco cerca de San José, usado como basurero por la gente. Apenas recuperaron la consciencia, se las arreglaron para salir del barranco y pedir ayuda a un automovilista que pasaba, pero la más joven murió poco después incapaz de superar la pérdida de sangre por la decena de puñaladas recibidas durante la terrible experiencia y la hipotermia posterior al pasar la noche al raso. Raley se había jactado ese mismo día de que a menudo recibía sobornos de estudiantes curiosos interesados en visitar el interior de la mansión, pero que "solo dejaba entrar a las chicas". Fue declarado culpable y condenado a muerte en 1988.
En 1986, Michael DeDomenico, heredero de la familia que controlaba Rice-a-Roni y Ghirardelli, compró Carolands, y ese año los desarrolladores encargaron un Informe de Impacto Ambiental en apoyo de una propuesta para subdividir aún más la tierra y construir casas adicionales. En 1989, la casa sufrió daños superficiales en el terremoto de Loma Prieta, lo que llevó a sus propietarios a considerar demolerla. En 1997, un nuevo propietario propuso dividir la casa en quince condominios, pero el estatuto de la ciudad de Hillsborough prohibió las residencias multifamiliares.

## Restauración
En 1991, Hillsborough Designer Showhouse se llevó a cabo en Carolands, atrayendo a 68 000 visitantes, cada uno pagando 20 dólares de entrada, ganando más de 1 millón de dólares para la organización benéfica patrocinadora y reviviendo el interés en la casa. Entre los visitantes estaban la Dra. Ann Johnson, quien más tarde compraría Carolands, y su decorador de interiores, Mario Buatta, quien la ayudaría a restaurarlo.
En 1998, Johnson y su esposo, Charles Bartlett Johnson, compraron la casa y el terreno restante por menos de 6 millones dólares. Johnson llevó a cabo amplias renovaciones: reparación de los sistemas mecánicos; eliminación del amianto; reemplazo del techo; y restaurando meticulosamente los acabados interiores, para devolver la casa lo más posible a su estado original. Al igual que la condesa Dandini, los Johnson a menudo compartían la casa para recaudaciones de fondos de caridad y otras causas dignas. Su propósito principal al comprar y renovar Carolands era preservarlo para las próximas décadas.

### Estado actual
En 2012, los Johnson donaron la casa a la Fundación Carolands, que organiza recorridos en grupos pequeños sin cargo, como se describe en su sitio web.

## Imágenes de Carolands

### Exteriores

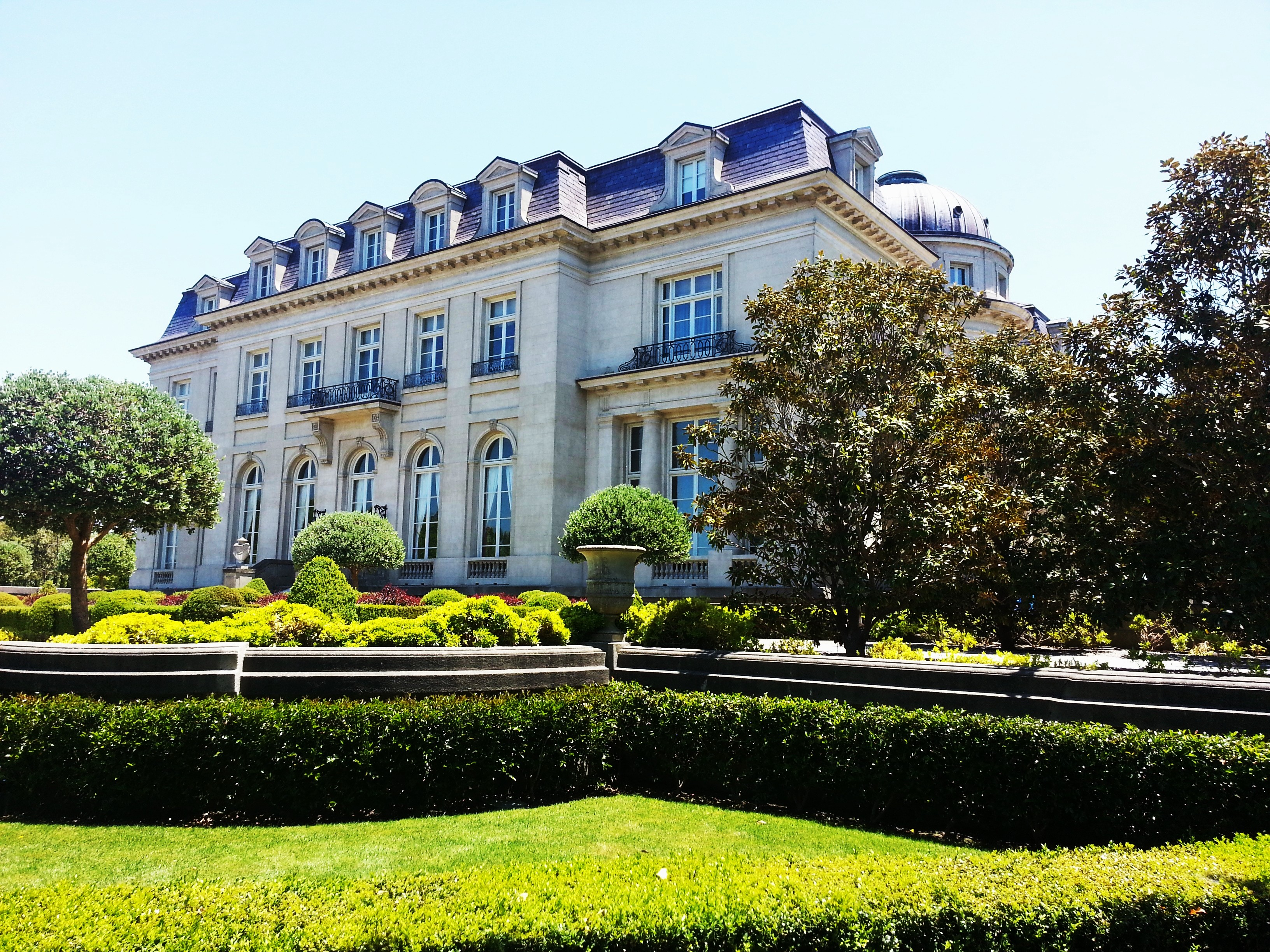
Fachada norte que muestra la cúpula distintiva en la fachada oeste, en 2013.
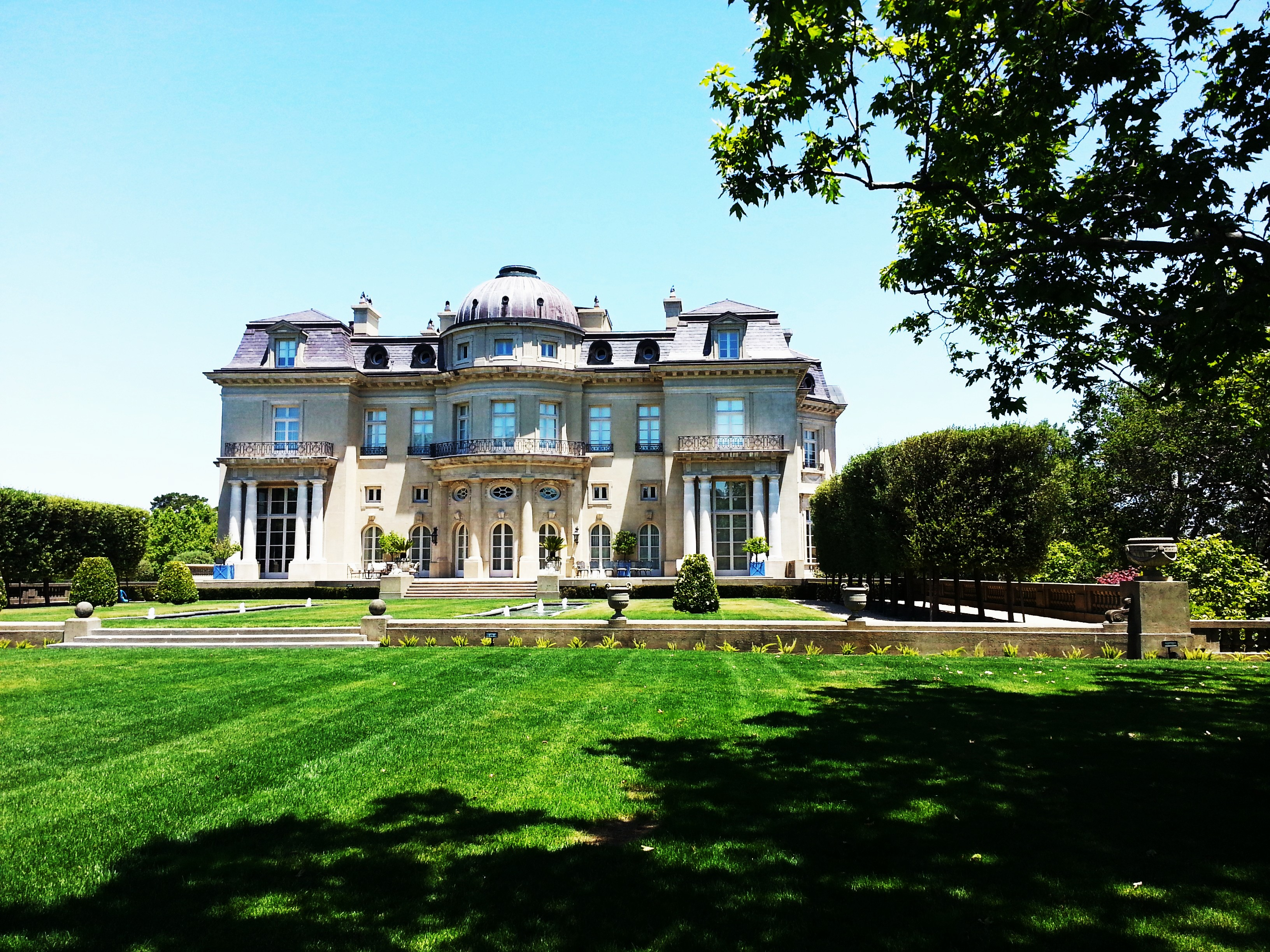
Fachada oeste de los jardines en el sol matutino, 2013.
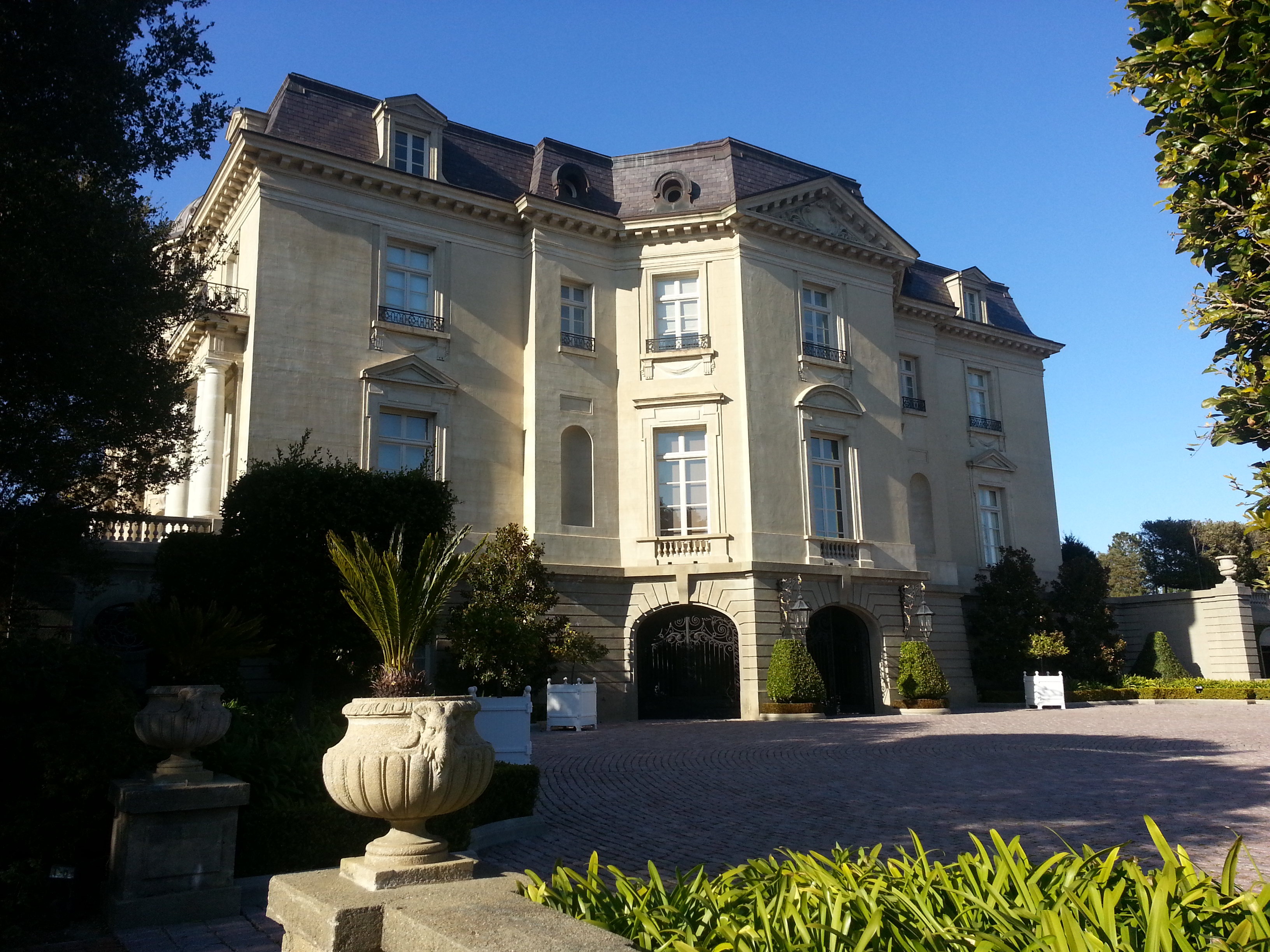
Fachada sur con la puerta cochera, 2013
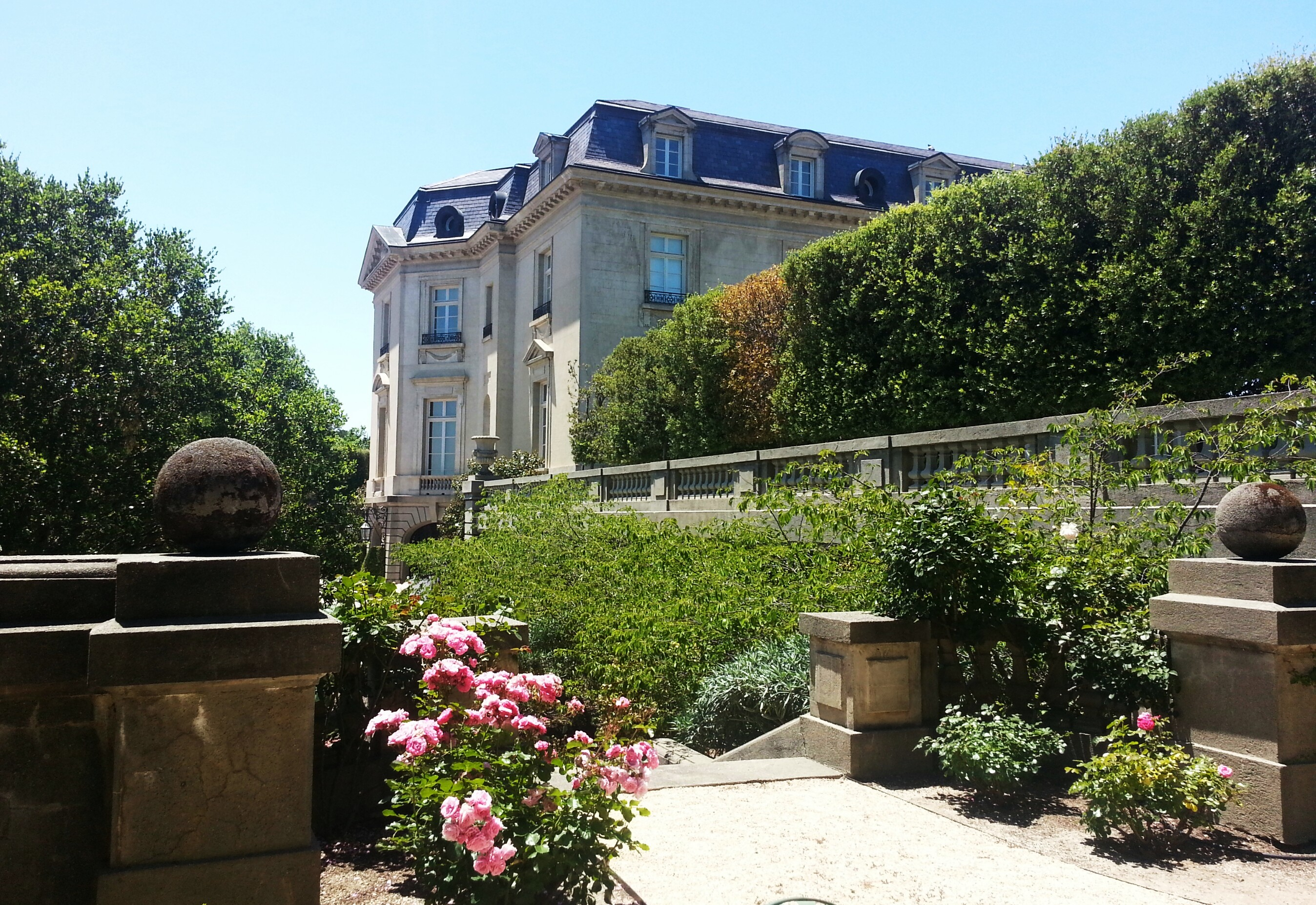
Terraza del jardín de rosas, 2013
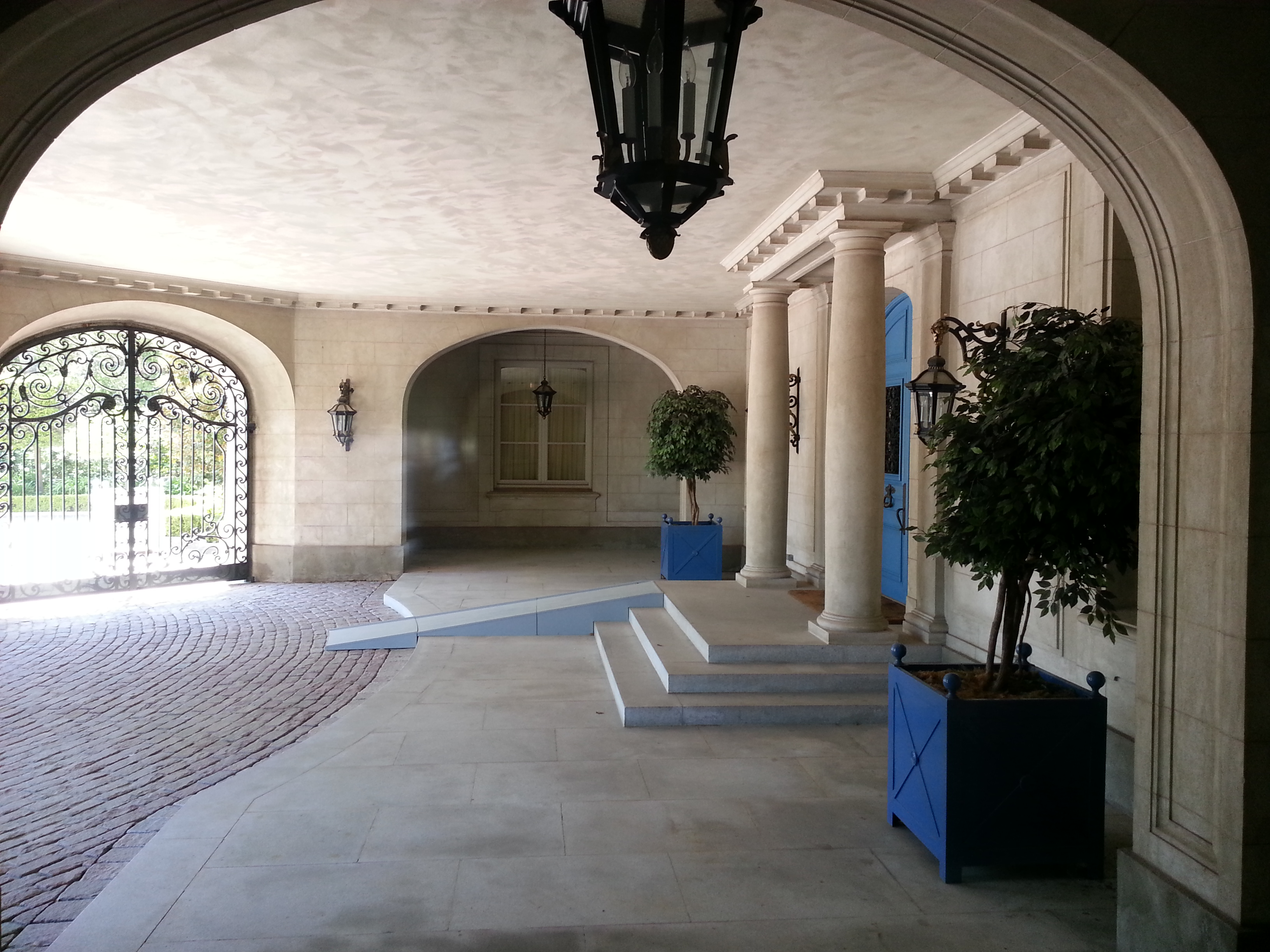
Interior de la puerta cochera.

### Jardines

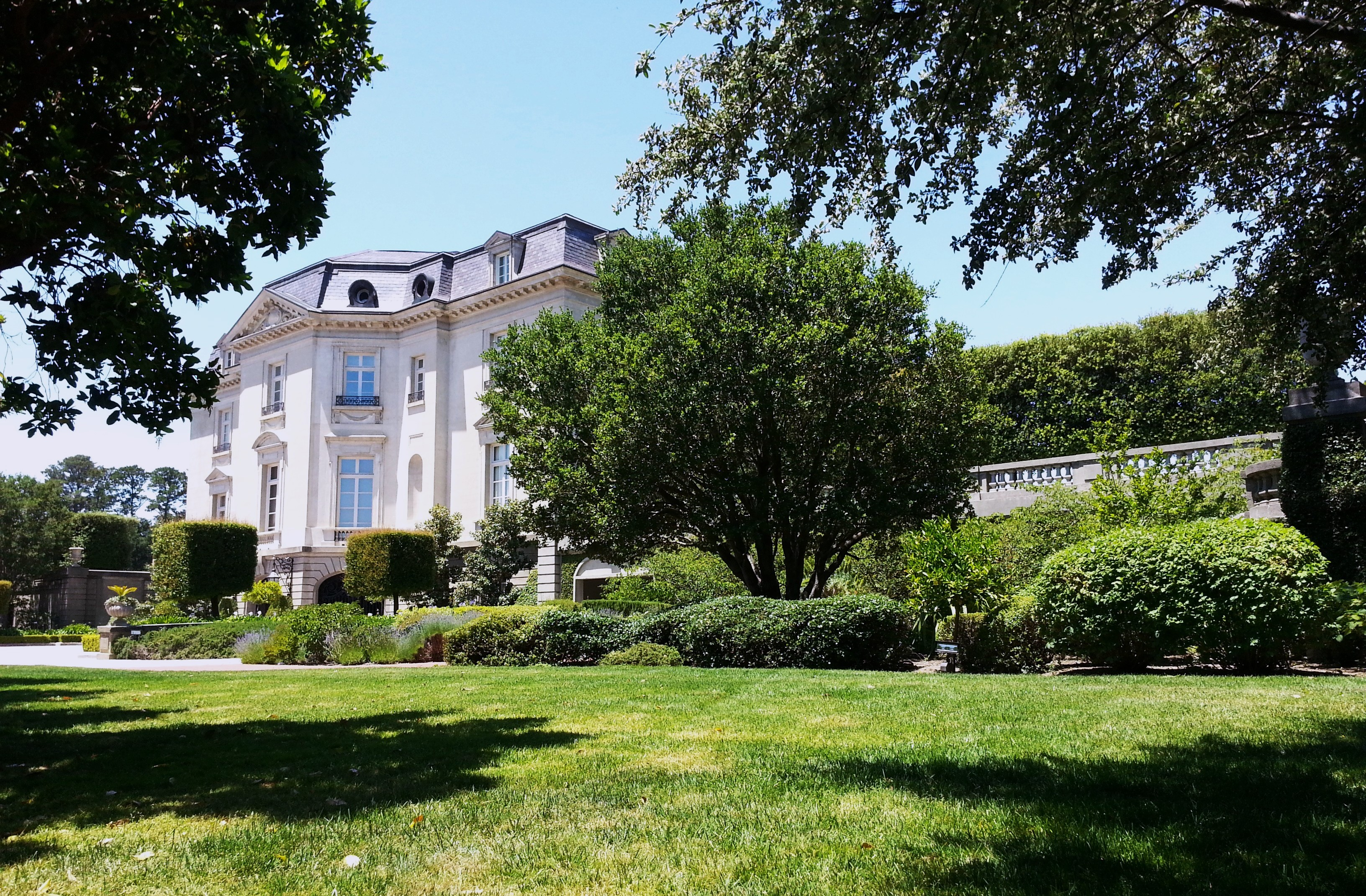
Vista al jardín frontal sur, 2013.
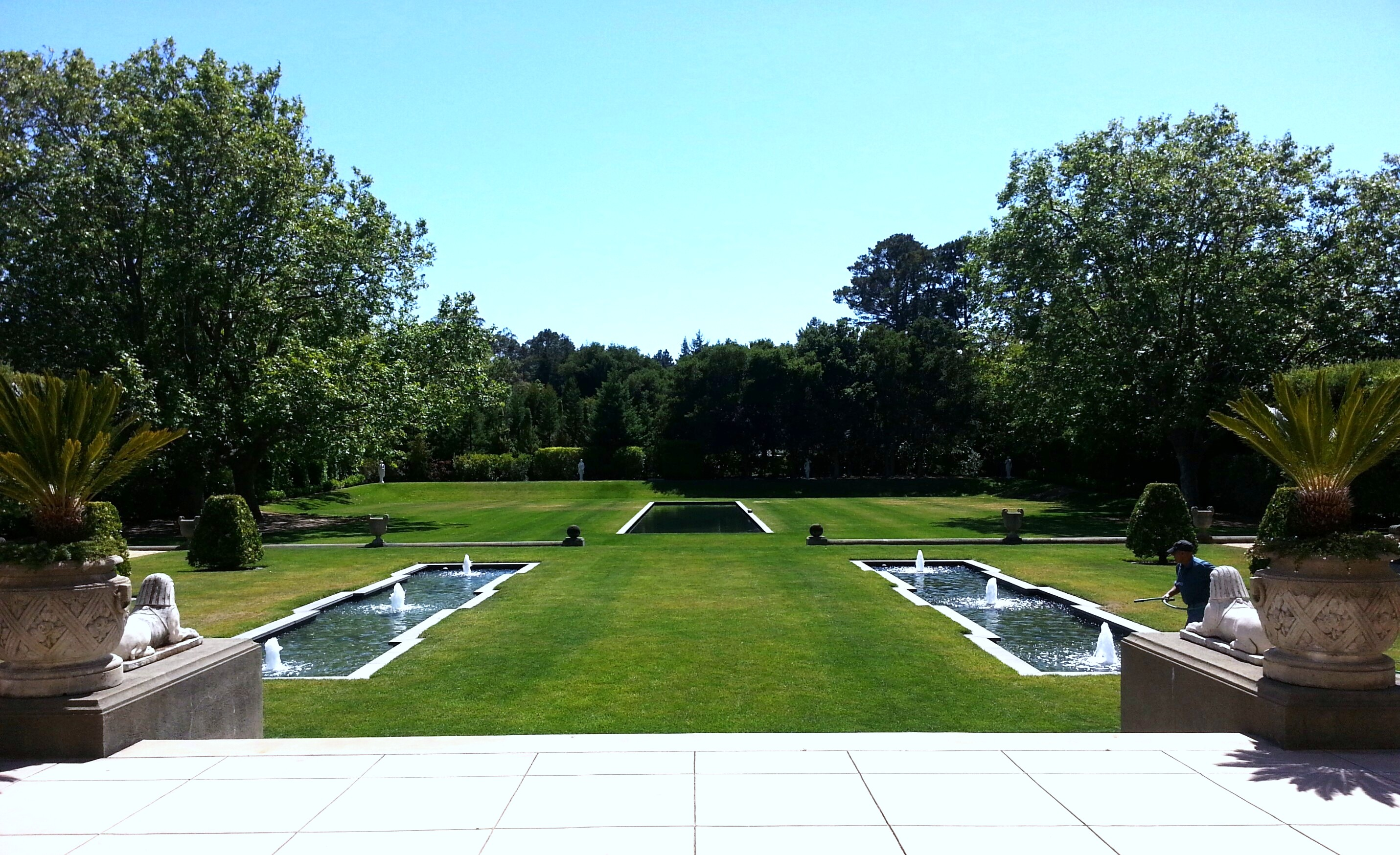
Vista al jardín oeste desde el Salón Bordeaux, 2013.
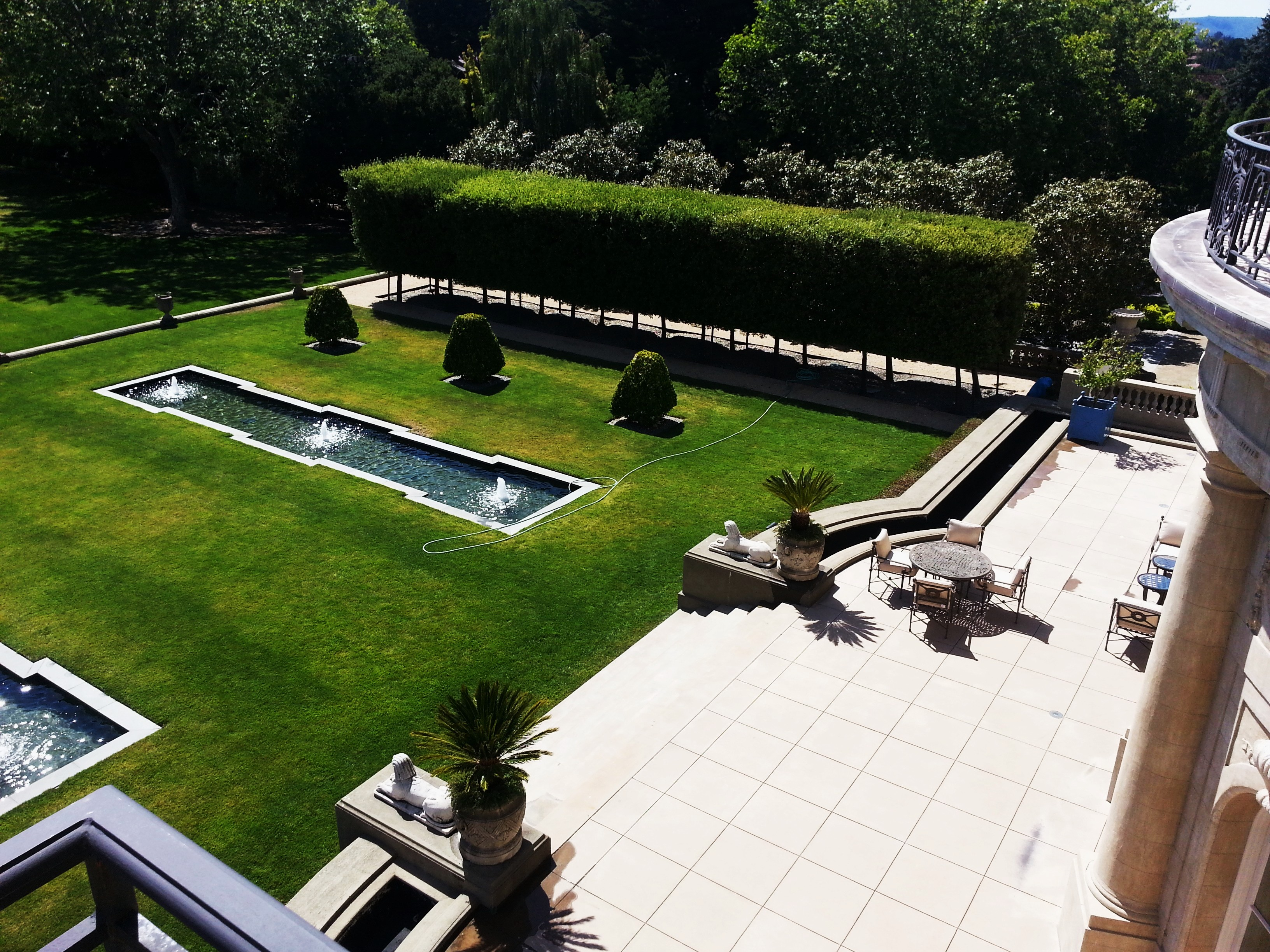
Jardín Occidental y fuentes desde el balcón del dormitorio de Harriett, 2013.
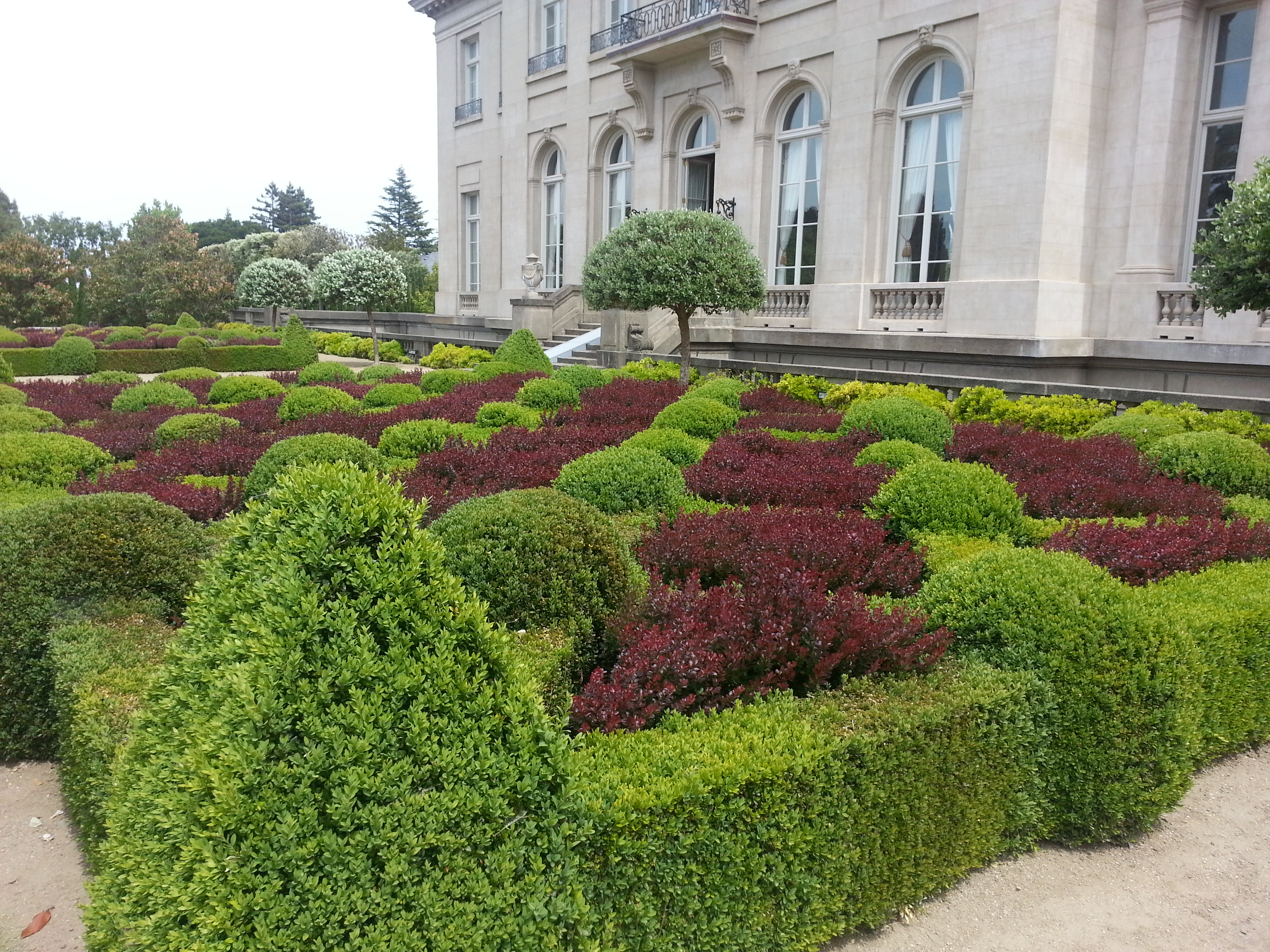
Parterre fronterizo de Duchêne, 2013.
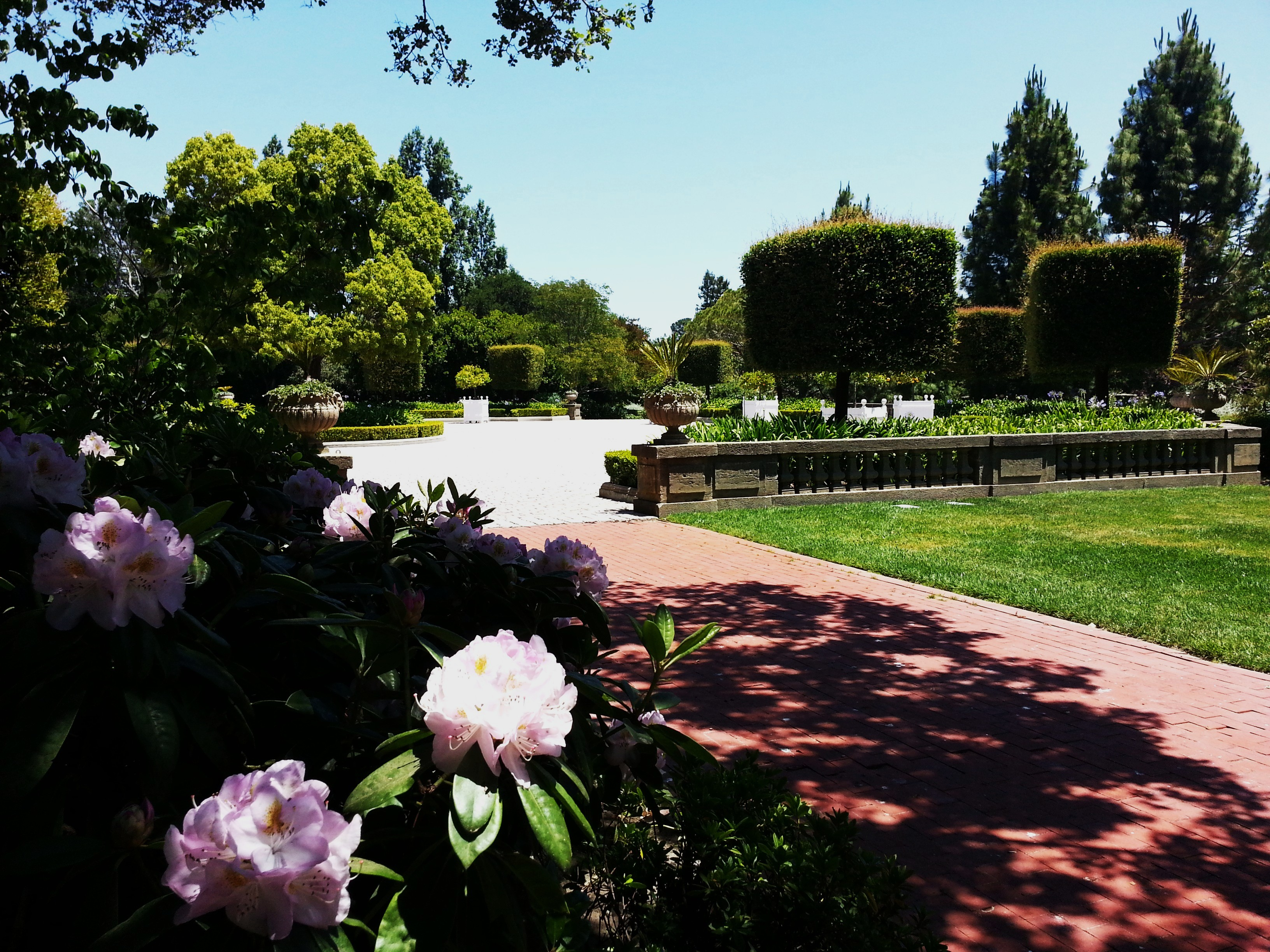
Vista del patio de entrada a través de los jardines, 2013.
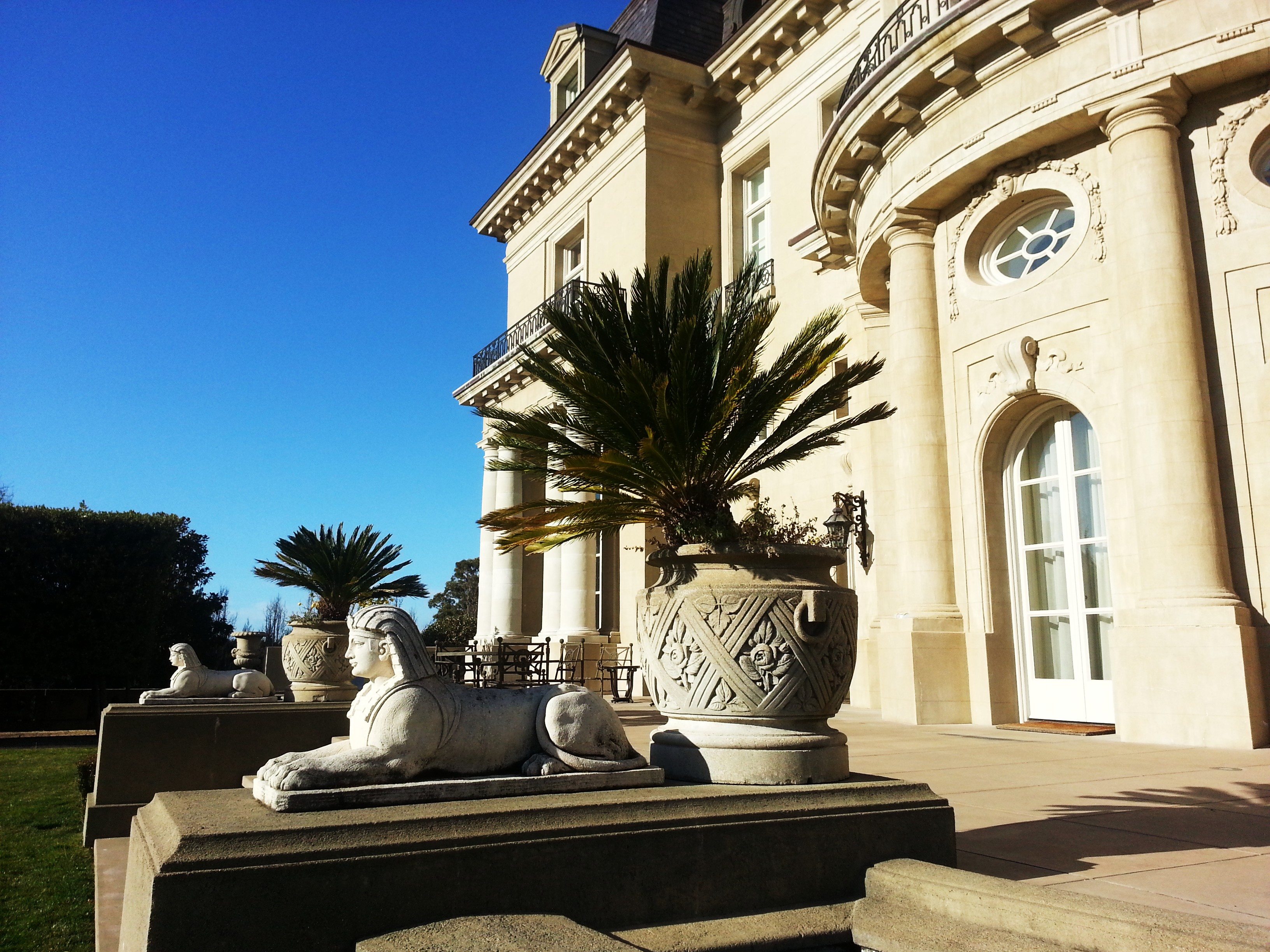
Terraza oeste y esfinges, 2013.

### Interiores

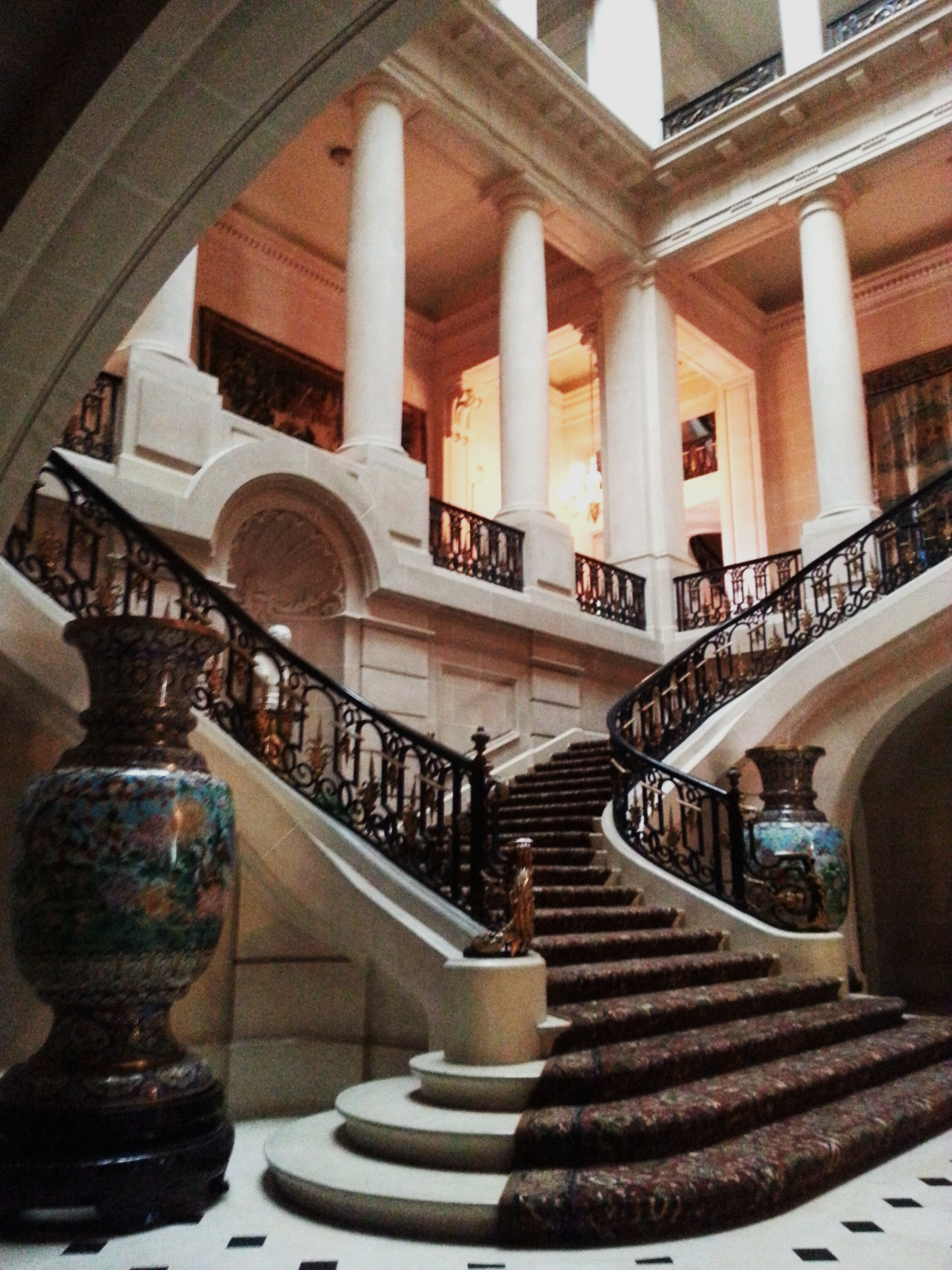
Gran escalera restaurada.
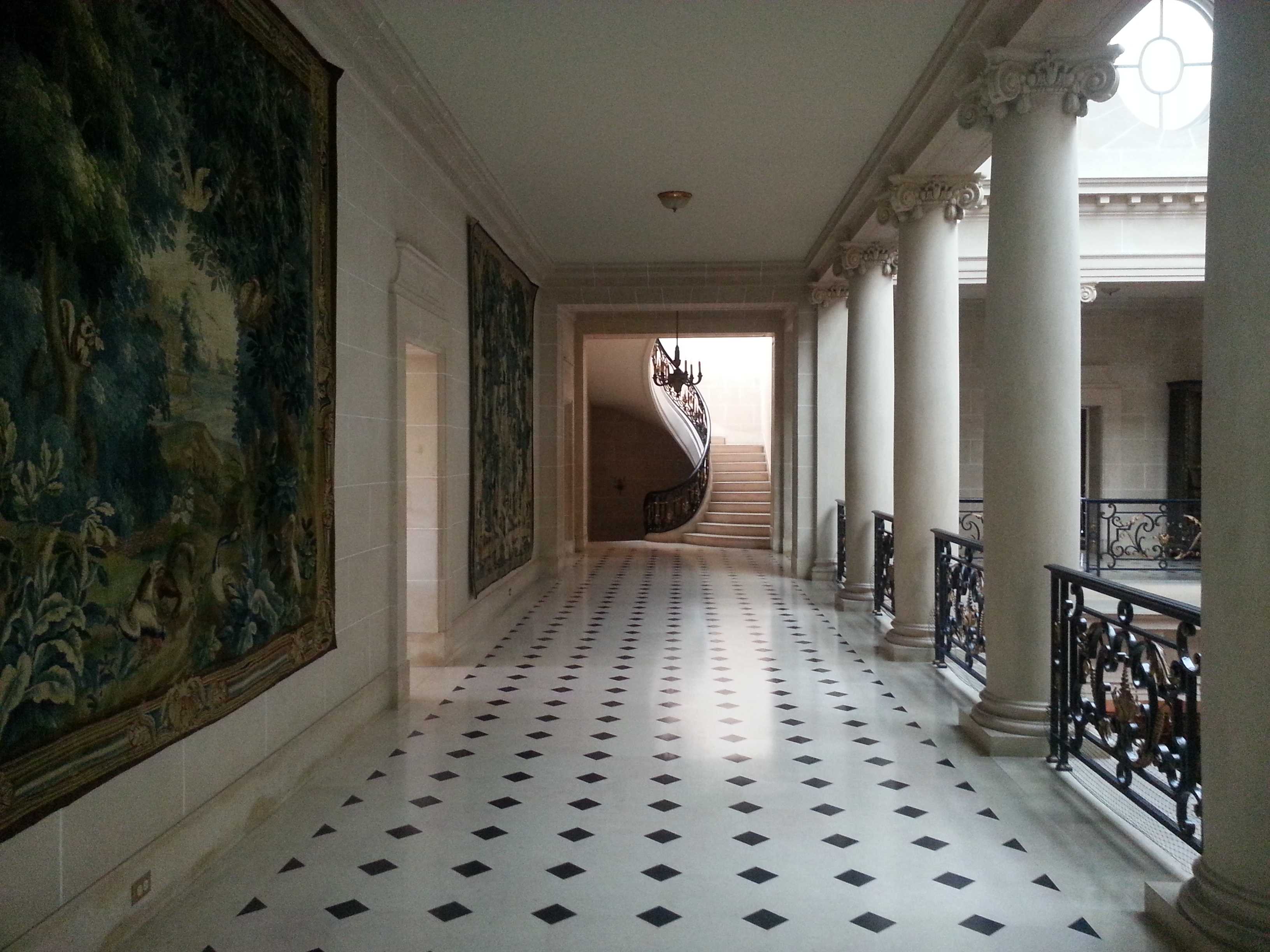
Galería superior y escalera principal.

## En los medios audiovisuales
En 2006, un largometraje documental, Three Women and a Chateau, que cuenta los casi 100 años de historia de Carolands, se estrenó en el Festival Internacional de cine de Santa Bárbara y se presentó en otros siete festivales de cine, ganando el premio al Mejor Documental (Gran Premio del Jurado). en el Festival Internacional de Cine de Rhode Island.
The Heiress and Her Chateau: Carolands of California, un documental de una hora sobre el castillo, se estrenó por primera vez el 19 de enero de 2014 en KQED-TV, y al año siguiente se transmitió a nivel nacional en PBS. Fue nominado para dos premios Emmy: Logro destacado-Documental cultural/histórico y Logro destacado-Escritor. Ambos documentales fueron realizados por Luna Productions.